# An Thạnh, Thạnh Phú
An Thạnh là một xã thuộc huyện Thạnh Phú, tỉnh Bến Tre, Việt Nam.
Xã An Thạnh có diện tích 7,18 km², dân số năm 2001 là 4066 người, mật độ dân số đạt 566 người/km².